# Mastomys erythroleucus
Mastomys erythroleucus (Мастоміс гвінейський) — вид родини мишеві (Muridae).

## Поширення
Цей вид зустрічається в основному в субсахарній Північній Африці (Бенін, Буркіна-Фасо, Бурунді, Камерун, Центральноафриканська Республіка, Чад, Демократична Республіка Конго, Кот-д'Івуар, Ефіопія, Гамбія, Гана, Гвінея, Гвінея-Бісау, Кенія, Ліберія, Малі, Мавританія, Нігер, Нігерія, Руанда, Сенегал, Сьєрра-Леоне, Судан, Того, Уганда), але є ізольована субпопуляція в центрально-західній частині Марокко. Населяє субтропічні і тропічні сухі ліси, сухі савани, вологі савани, субтропічні або тропічні сухі чагарники, субтропічні або тропічні вологі чагарники, сільські сади, міські райони і зрошувані землі. В основному це вид низовини, але його можна знайти до 1500 м над рівнем моря.